# Королівський кубок Саудівської Аравії з футболу 2024—2025
Королівський кубок Саудівської Аравії з футболу 2024—2025 — 50-й розіграш кубкового футбольного турніру в Саудівській Аравії. Титул володаря кубка вдесяте здобув Аль-Іттіхад.

## Календар
| Раунд       | Дата               | Матчі | Клуби  |
| ----------- | ------------------ | ----- | ------ |
| 1/16 фіналу | 22–25 вересня 2024 | 16    | 16 → 8 |
| 1/8 фіналу  | 28–30 жовтня 2024  | 8     | 16 → 8 |
| 1/4 фіналу  | 6-7 січня 2025     | 4     | 8 → 4  |
| 1/2 фіналу  | 1-2 квітня 2025    | 2     | 4 → 2  |
| Фінал       | 30 травня 2025     | 1     | 2 → 1  |

## 1/16 фіналу
| Команда 1         | Рахунок      | Команда 2       |
| ----------------- | ------------ | --------------- |
| 22 вересня 2024   |              |                 |
| Охуд              | 1:2          | Аль-Арабі (2)   |
| Аль-Кадісія       | 4:1          | Аль-Оруба       |
| Аль-Вахда         | 1:1 пен. 4:2 | Аль-Фейсали (2) |
| 23 вересня 2024   |              |                 |
| Аль-Файха         | 4:0          | Аль-Батін (2)   |
| Аль-Хазм (2)      | 1:2          | Ан-Наср         |
| Ат-Таї (2)        | 5:2 дч       | Аль-Халідж      |
| Аль-Іттіфак       | 2:0          | Аль-Адалах (2)  |
| Аль-Аглі          | 1:2          | Аль-Джандал (2) |
| 24 вересня 2024   |              |                 |
| Аль-Букірях (2)   | 0:1          | Аль-Гіляль      |
| Аль-Джабалайн (2) | 2:0          | Аль-Фатех       |
| Аль-Іттіхад       | 3:0          | Аль-Айн (2)     |
| Аль-Холод         | 1:3          | Аш-Шабаб        |
| 25 вересня 2024   |              |                 |
| Аль-Наджма (2)    | 2:0          | Дамак           |
| Абха (2)          | 2:3 дч       | Ат-Таавун       |
| Джидда (2)        | 0:2          | Ар-Раїд         |
| Аль-Сафа (2)      | 1:3          | Ер-Ріяд         |

## 1/8 фіналу
| Команда 1         | Рахунок | Команда 2       |
| ----------------- | ------- | --------------- |
| 28 жовтня 2024    |         |                 |
| Ер-Ріяд           | 0:2     | Аш-Шабаб        |
| Аль-Іттіхад       | 2:0     | Аль-Джандал (2) |
| Аль-Вахда         | 1:2     | Аль-Кадісія     |
| 29 жовтня 2024    |         |                 |
| Аль-Наджма (2)    | 0:1     | Ар-Раїд         |
| Ат-Таї (2)        | 1:4     | Аль-Гіляль      |
| Ан-Наср           | 0:1     | Ат-Таавун       |
| Аль-Файха         | 1:0     | Аль-Арабі (2)   |
| 30 жовтня 2024    |         |                 |
| Аль-Джабалайн (2) | 3:1     | Аль-Іттіфак     |

## 1/4 фіналу
| Команда 1    | Рахунок      | Команда 2         |
| ------------ | ------------ | ----------------- |
| 6 січня 2025 |              |                   |
| Ар-Раїд      | 1:1 пен. 4:3 | Аль-Джабалайн (2) |
| Аш-Шабаб     | 2:1          | Аль-Файха         |
| 7 січня 2025 |              |                   |
| Аль-Гіляль   | 2:2 пен. 1:3 | Аль-Іттіхад       |
| Ат-Таавун    | 0:3          | Аль-Кадісія       |

## 1/2 фіналу
| Команда 1     | Рахунок | Команда 2 |
| ------------- | ------- | --------- |
| 1 квітня 2025 |         |           |
| Аль-Іттіхад   | 3:2     | Аш-Шабаб  |
| 2 квітня 2025 |         |           |
| Аль-Кадісія   | 1:0     | Ар-Раїд   |

## Фінал
| 30 травня 2025 21:00 (EEST) |

| Аль-Іттіхад                     | 3:1      | Аль-Кадісія             |
| ------------------------------- | -------- | ----------------------- |
| - Бензема 34', 90+4' - Ауар 43' | Протокол | - Обамеянг 45+6' (пен.) |

| Король Абдалла Спортс Сіті, Джидда Глядачів: 51 331 Арбітр: Мауріціо Маріані |